# Mozione di fiducia (ordinamento italiano)
Nell'ordinamento italiano, la mozione di fiducia è, insieme alla mozione di sfiducia, uno degli aspetti della disciplina costituzionale del rapporto di fiducia tra camere e governo.

## Momento costitutivo del rapporto fiduciario
Secondo quanto previsto dall'articolo 94.3 della Costituzione della Repubblica Italiana, il governo deve presentarsi alle camere entro dieci giorni dalla propria formazione per ottenerne la fiducia, che viene concessa o meno con mozione motivata e appello nominale.
Solo se ottiene la fiducia di entrambe le Camere il Governo entra nella pienezza dei suoi poteri. Nel frattempo la sua attività secondo la dottrina prevalente è limitata all'ordinaria amministrazione (formula dai confini poco definiti), analogamente a quella di un governo dimissionario. In altri ordinamenti, come quello vigente ai tempi dello Statuto Albertino, un governo si regge anche solo in assenza di esplicite manifestazioni di sfiducia: si parla in questi casi di "fiducia negativa".

### Governi che non hanno ottenuto la fiducia
Cinque governi neoincaricati nella storia repubblicana non ottennero la fiducia parlamentare all'atto della loro presentazione alle Camere:
| Legislatura | Governo                 | Capo del Governo       | Composizione     | Inizio governo   | Fine governo     | Durata     | Voti      |
| ----------- | ----------------------- | ---------------------- | ---------------- | ---------------- | ---------------- | ---------- | --------- |
| II          | Governo De Gasperi VIII | Alcide De Gasperi (DC) | DC               | 16 luglio 1953   | 17 agosto 1953   | 32 giorni  | 282 / 583 |
| II          | Governo Fanfani I       | Amintore Fanfani (DC)  | DC               | 18 gennaio 1954  | 10 febbraio 1954 | 23 giorni  | 260 / 563 |
| V           | Governo Andreotti I     | Giulio Andreotti (DC)  | DC               | 17 febbraio 1972 | 26 giugno 1972   | 130 giorni | 151 / 309 |
| VII         | Governo Andreotti V     | Giulio Andreotti (DC)  | DC, PSDI, PRI    | 21 marzo 1979    | 5 agosto 1979    | 137 giorni | 149 / 299 |
| IX          | Governo Fanfani VI      | Amintore Fanfani (DC)  | DC, indipendenti | 18 aprile 1987   | 28 luglio 1987   | 102 giorni | 131 / 371 |

Il governo Andreotti III viene invece ricordato come il governo della "non sfiducia", dato che ottenne la fiducia grazie all'astensione di tutte le forze parlamentari (eccetto MSI-DN e partito radicale contrari), e col voto favorevole della sola DC.

## Rapporto di fiducia durante il mandato del governo
Durante il mandato del governo, un decimo dei componenti di una delle due assemblee parlamentari (Camera dei deputati e Senato della Repubblica) può richiedere che venga messa ai voti una mozione di sfiducia: la sua approvazione comporta la cessazione del mandato del governo, la sospensione dei lavori a seguito dell'annuncio, da parte del presidente dell'assemblea, che il presidente del Consiglio ha espresso la volontà di recarsi al palazzo del Quirinale per rassegnare le dimissioni nelle mani del presidente della Repubblica.
Quando è il governo stesso a mettere in gioco il suo mandato, lo fa con lo strumento della questione di fiducia: essa ha lo scopo di sollecitare la maggioranza parlamentare ad esprimere il supporto all'operato dello stesso, e si considera ottenuta se votata dalla maggioranza semplice dei presenti al voto.

### Governi che si sono dimessi dopo la reiezione della questione di fiducia
| Legislatura | Governo          | Capo del Governo | Inizio governo | Fine governo    | Durata     | Approvazione della mozione | Voti      |
| ----------- | ---------------- | ---------------- | -------------- | --------------- | ---------- | -------------------------- | --------- |
| XIII        | Governo Prodi I  | Romano Prodi     | 18 maggio 1996 | 21 ottobre 1998 | 886 giorni | 9 ottobre 1998             | 312 / 630 |
| XV          | Governo Prodi II | Romano Prodi     | 17 maggio 2006 | 8 maggio 2008   | 722 giorni | 24 gennaio 2008            | 156 / 318 |